# Kapelle Ludwigsburg

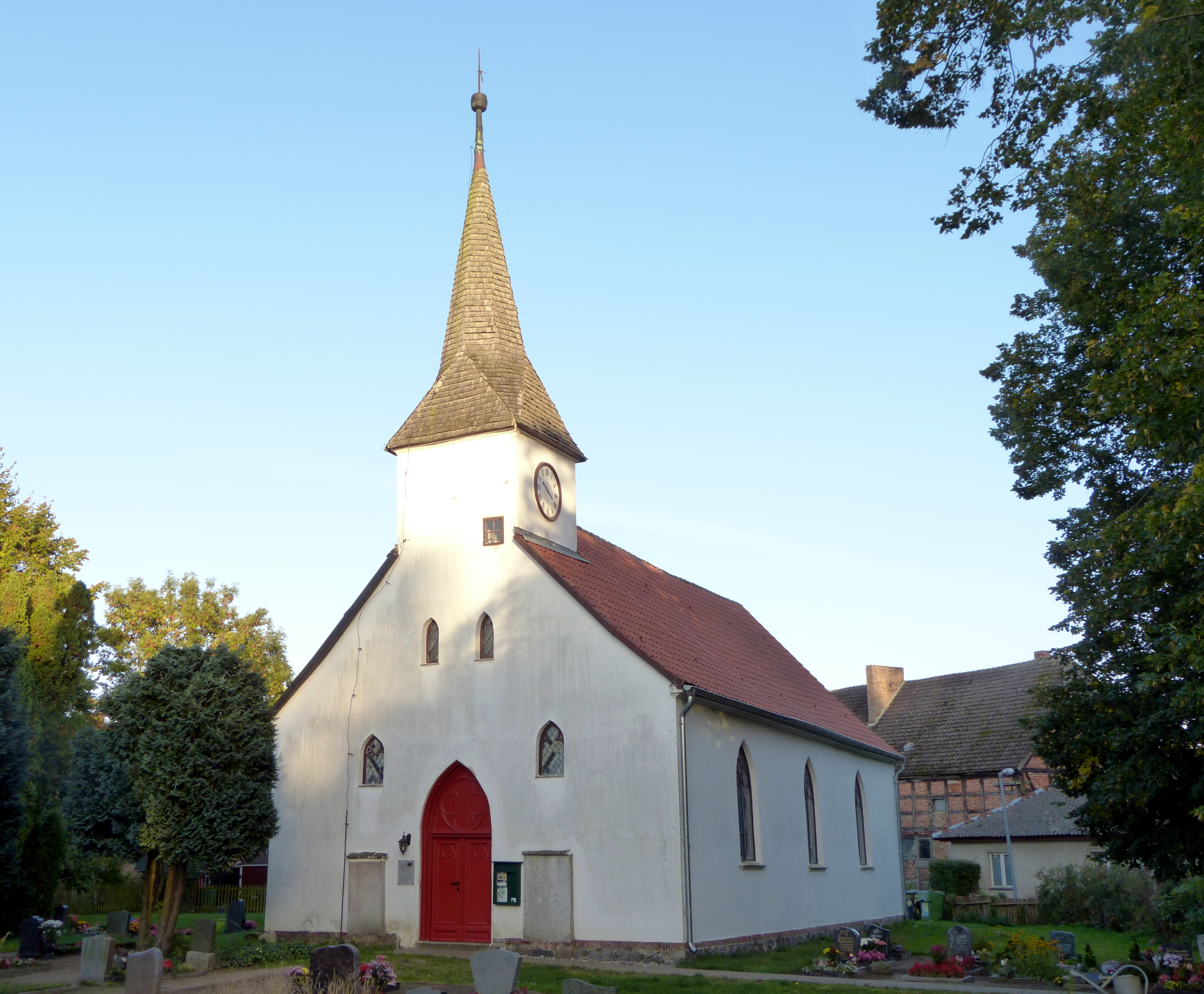
Kapelle Ludwigsburg

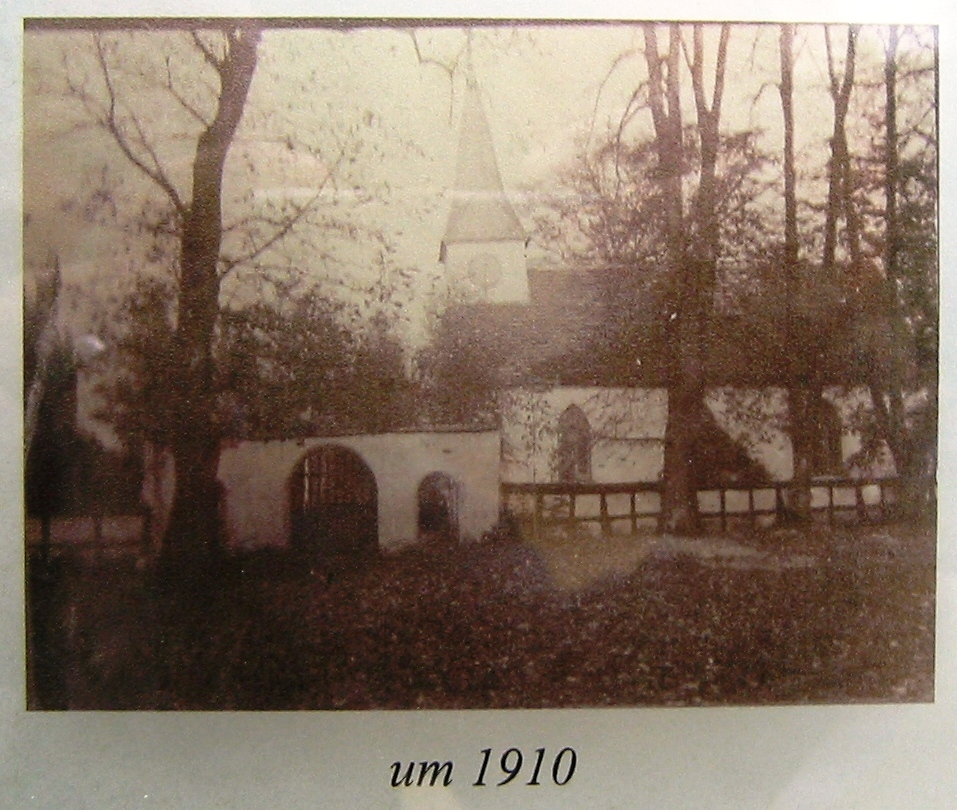
Kapelle um 1910

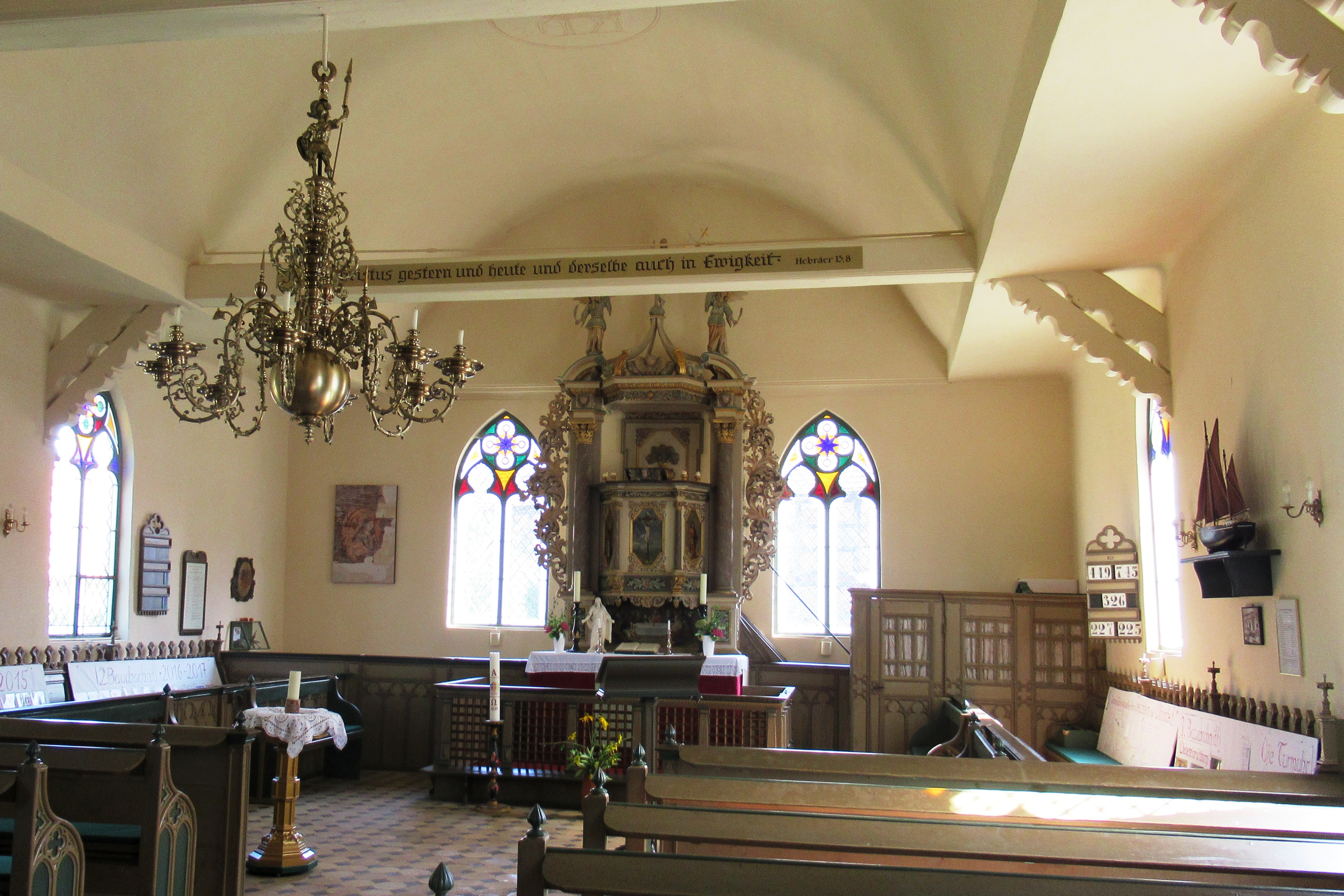
Altarraum

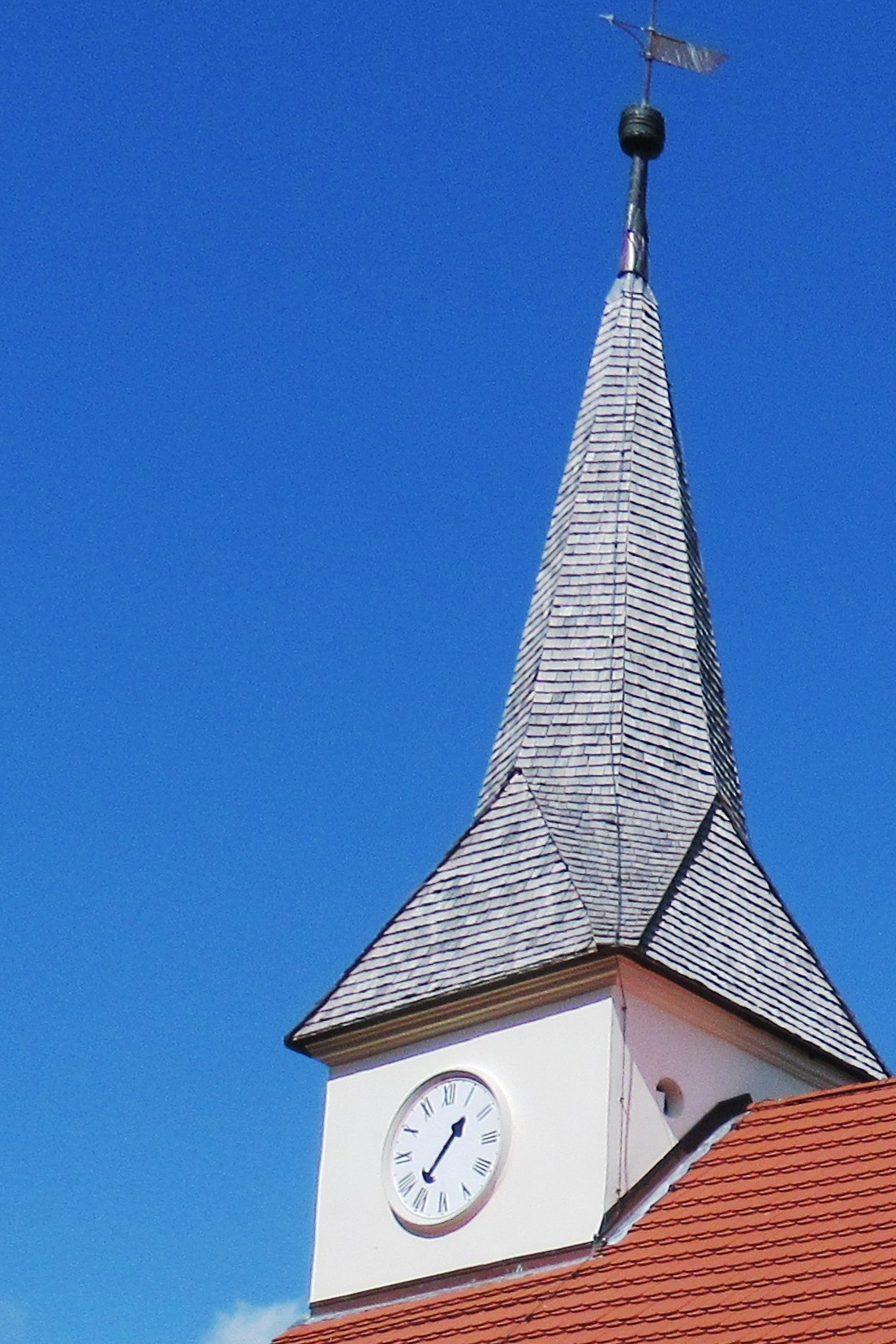
Turmuhr

Die Kapelle Ludwigsburg ist ein denkmalgeschütztes Kirchengebäude im Ortsteil Ludwigsburg der Gemeinde Loissin im Landkreis Vorpommern-Greifswald. Sie gehört zur Kirchengemeinde Kemnitz der Propstei Demmin im Kirchenkreis Pommern der Evangelisch-Lutherischen Kirche in Norddeutschland.

## Geschichte
Bereits im Mittelaltar war im damals noch Darsim genannten Ort eine Kapelle vorhanden, die dem heiligen Nikolaus geweiht war und zum Kloster Eldena gehörte. Im Zuge der Reformation im Herzogtum Pommern kam die Kapelle zur Kemnitzer Pfarre. Im Zusammenhang mit der Errichtung des Schlosses Ludwigsburg durch Herzog Ernst Ludwig von Pommern-Wolgast als Witwensitz für seine Frau Sophie Hedwig von Braunschweig-Wolfenbüttel ließ diese die Kapelle erneuern, die fortan als Schlosskapelle fungierte. Nach dem Tode der Herzogin (1631) wechselte das Gut Ludwigsburg in den kommenden Jahrzehnten mehrfach den Besitzer und die Kapelle verfiel zusehends. 1708, in der Zeit der schwedischen Besetzung Vorpommerns, veranlasste der damalige Gutsherr Amtshauptmann Jacob Heinrich Müller von der Lühne den Wiederaufbau in Form eines Fachwerkbaus. Er stiftete auch die einzige heute noch vorhandene Glocke eines ehemals dreiteiligen Geläuts, die 1709 in Stettin gegossen wurde.
Zu den besonderen Personen in Bezug auf die Kapelle gehört die Adelsfamilie von Klinckowström. Der Obristleutnant im schwedischen Dienst Friedrich Ernst Sebastian von Klinkowström (1735–1821) erwarb 1776 Schloss und Kapelle, deren Besitzer er 35 Jahre lang blieb. Er stiftete 1798 die heute noch vorhandene schmiedeeiserne Turmuhr. Seine Söhne Friedrich August von Klinkowström (1778–1835) und Karl von Klinckowstroem (1783–1865) wurden beide in Ludwigsburg geboren und in der Schlosskapelle getauft. Friedrich August v. K. schlug nach seiner Militärzeit eine Laufbahn als Kunstmaler ein. Das in der Ludwigsburger Schlosskapelle befindliche Ölgemälde Die Anbetung durch die drei Könige wird August von Klinkowström zugeordnet. Hauptsächlich beschäftigte er sich mit Kopien alter Meister wie Raffael, Rubens und Tizian. Seine Kopie des Gemäldes Geburt Christi von Correggio befindet sich als Altarbild in der Greifswalder St.-Marien-Kirche. Friedrich August gilt als einer der bedeutenden Vertreter der Wiener Romantiker. Sein Bruder Karl v. K. schlug eine Militärlaufbahn ein, in der er es bis zum preußischen Generalleutnant brachte und mehrfach ausgezeichnet wurde.
1866/67 erfolgte eine grundlegende Sanierung des Gebäudes, dabei wurden das Fachwerk und der Innenraum verputzt und das Gestühl erneuert. Im 20. Jahrhundert fanden mehrfach Renovierungen und Instandsetzungen statt, so 2014 und 2015 als das Fachwerk freigelegt und saniert wurde. Gleichzeitig wurde die Dachkonstruktion instand gesetzt. 2016 wurde die Kirche neu verputzt und das Turmdach erhielt neue Schindeln. Anfang Dezember 2016 wurde eine neue Turmspitze mit Wetterfahne aufgesetzt.

## Gebäude und Ausstattung
Die Kapelle ist ein schlichter, heute verputzter Fachwerkbau auf rechteckigem Grundriss. An den Längsseiten befinden sich jeweils drei, am Ostgiebel zwei Spitzbogenfenster. Am Westgiebel befinden sich vier kleine Fenster und das Portal. Der Dachturm hat einen achtseitigen, mit Schindeln gedeckten Spitzhelm. An der Südseite befindet sich das Zifferblatt der Turmuhr mit einem Durchmesser von 120 cm, die 1797 in Nossen gefertigt wurde. Diese stellt eine Besonderheit dar, da sie nur ein Stundenwerk und damit auch nur einen Stundenzeiger besitzt. Dieser hat eine Länge von 68 cm.
Der Innenraum ist neugotisches geprägt, die Decke als Holztonne ausgeführt. Der barocke und reich geschmückte Kanzelaltar von 1710 wurde möglicherweise von Elias Keßler geschaffen. Darauf weisen die Plastiken sowie das Akanthuswerk hin, die in einer besonderen Qualität ausgeführt sind. Kanzel und Altar bilden dabei eine Symbiose, die eine „Gleichberechtigung beider Bestandteile der Liturgie“ erreichen. Die Altarschranke aus dem 17. Jahrhundert hat ein Stabgitter zwischen kannelierten Pilastern mit Stableiste. Der Taufstein, das Kirchengestühl und die Orgelempore stammen aus dem Jahr 1865. Die in neugotischen Formen gestaltete Orgel wurde 1867 für 700 Taler von der Stettiner Werkstatt Barnim Grüneberg erworben. 1967 führte die Firma Sauer aus Frankfurt (Oder) eine klangliche Umgestaltung durch. Das Geläut besteht aus einer 1709 von Jacob Heinrich Müller von der Lühne gestifteten Glocke.
Auf dem Friedhof befindet sich ein neugotisches Mausoleum aus Backstein, westlich davon die Begräbnisstätte der ehemaligen Besitzerfamilie Weissenborn. Das aus dem 18. Jahrhundert stammende Friedhofsportal hat eine große und zwei kleinere Rundbogenöffnungen. Eine zur gleichen Zeit errichtete Friedhofsmauer aus Fachwerk ist nicht mehr vorhanden.